# Noc żywych kretynów
Noc żywych kretynów (niem. Die Nacht der lebenden Loser) – niemiecki film z pogranicza komedii i horroru z 2004 roku

## Treść
Philip i jego dwaj koledzy mają w szkole opinie nieudaczników. Marzą jednak o tym by stać się lubianymi i popularnymi. By to osiągnąć pewnej nocy biorą udział w odbywającym się na miejscowym cmentarzu tajemniczym rytuale voodoo. Kilka rzeczy jednak robią nie tak jak trzeba i w rezultacie, następnej nocy cała trójka zamienia się w zombie.

## Obsada
- Tino Mewes: Philip
- Thomas Schmieder: Konrad
- Manuel Cortez: Wurst
- Collien Fernandes: Rebecca
- Simon Gosejohann: Cornelius
- Sissi Perlinger: Philips Mutter
- Henry Gründler: Philips Vater
- Nadine Germann: Uschi
- Hendrik Borgmann: Wolf
- Patricia Thielemann: Pani Niedermachen
- Oliver Grober: Gunther
- Tom Lass: Frederik
- Tim Wilde: Sportlehrer Stalin